# Roberto Monserrat
Roberto Carlos Monserrat (Córdoba, 13 settembre 1968) è un ex calciatore argentino, di ruolo centrocampista.

## Palmarès

### Club

#### Competizioni nazionali
- Campionato argentino: 2

San Lorenzo: Clausura 1995
River Plate: Apertura 1997

#### Competizioni internazionali
- Supercoppa Sudamericana: 1

River Plate: 1997